# اشفینتوخوویتسه
اشفینتوخوویتسه (به لهستانی: Świętochłowice) () نام شهری در جنوب لهستان است. این شهر در سال ۲۰۰۵ (میلادی) ، ۵۵٫۵۰۰ نفر جمعیت داشته است.

## تاریخچه
این شهر از قرن سیزدهم به بعد شهرت یافته است.
در زمان تشکیل آلمان تا سال ۱۹۲۰ بخشی از آن کشور به حساب می‌آمد اما در آن زمان (با وجود اینکه ۵۱٫۹ درصد از شهروندان آن رأی به ماندن این شهر در آلمان دادند) به لهستان پیوست.
این شهر در سال ۱۹۳۹ توسط آلمان اشغال شد ولی در سال ۱۹۴۵ به لهستان بازگشت.

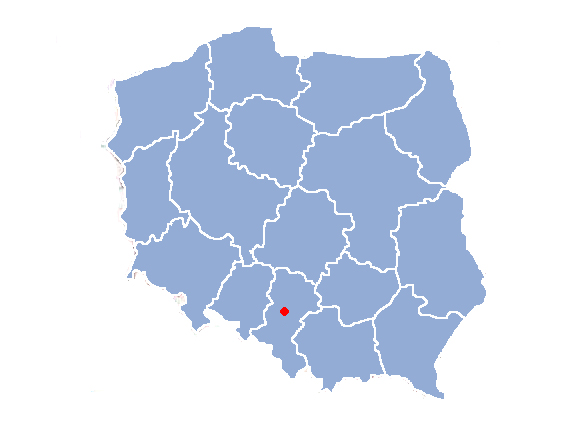
مکان شهر شوینتو هلویتز در نقشه کشور لهستان با نقطه قرمز نشان داده شده است.

650pxl